# DEEPNESS
「DEEPNESS」（ディープネス）は、MISIAの27枚目のシングル。2012年11月7日にアリオラジャパンから発売された。

## 解説
前作から約5か月ぶりとなるリリース。シングル2か月連続リリース第1弾。
初回生産限定盤はデジパック仕様、「DEEPNESS」発売記念SECRET CLUB LIVEのネット配信視聴ができるUstreamチケットコード封入。
「DEEPNESS」は、TSB系金曜ドラマ『大奥〜誕生［有功・家光篇］』の主題歌。プロモーション・ビデオは歌詞の世界観を表現するため、極寒のモンゴルで4日間にわたり撮影された。
「HEAL THE WORLD (GOMI'S UNITY OF LOVE REMIX)」は、公式Facebookで限定公開されていたリミックス音源。

## 収録曲
1. DEEPNESS [4:43]
作詞：MISIA / 作曲：佐々木潤、MISIA / 編曲：末澤一郎
  - TSB系金曜ドラマ『大奥〜誕生［有功・家光篇］』主題歌
2. 恋グラム [3:59]
作詞：MISIA / 作曲・編曲：島野聡
3. DEEPNESS (GOMI'S LAIR CLUB REMIX) [5:09]
作詞：MISIA / 作曲：佐々木潤、MISIA / リミックス：Gomi
4. HEAL THE WORLD (GOMI'S UNITY OF LOVE REMIX) [4:47]
作詞・作曲：Micheal Joe Jackson / リミックス：Gomi